# موزة معلقة (عمل فني)
الموزة المعلقة أو كوميدي (بالإنجليزية: Comedian)‏ عمل فني للفنان الإيطالي ماوريتسيو كاتيلان سنة 2019م. العمل عبارة عن موزة مُثبّتة على الحائط بواسطة شريط لاصق، في معرض «آرت بازل».
وصفت بأنها «أغلى موزة في العالم»، وذلك بعدما بيعت النسخة الأولى منها بمبلغ 120 ألف دولار، وبيعت النسخة الثانية بمبلغ 150 ألف دولار.